# ニクズク肝
ニクズク肝（ニクズクかん、英: Nutmeg liver）とは鬱血性肝障害のひとつ。慢性鬱血によって、肝臓の小葉中心部が暗赤色、辺縁部が黄色化し暗赤色と黄色が入り混じった状態。割面はニクズクの様な外観にみえるのでこの名前がある。
鬱血性心疾患
心筋症、三尖弁逆流症、僧帽弁逆流症、肺性心（右室拡大）、または収縮性心膜炎など
の合併症として現れる。